# 鄂輝

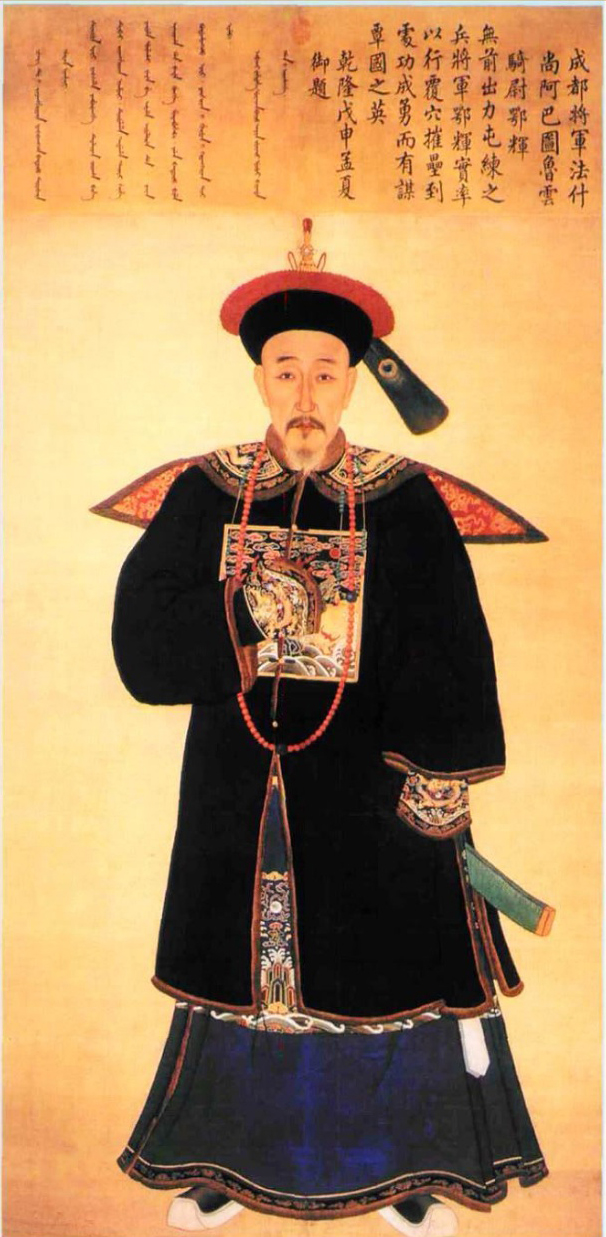
鄂輝

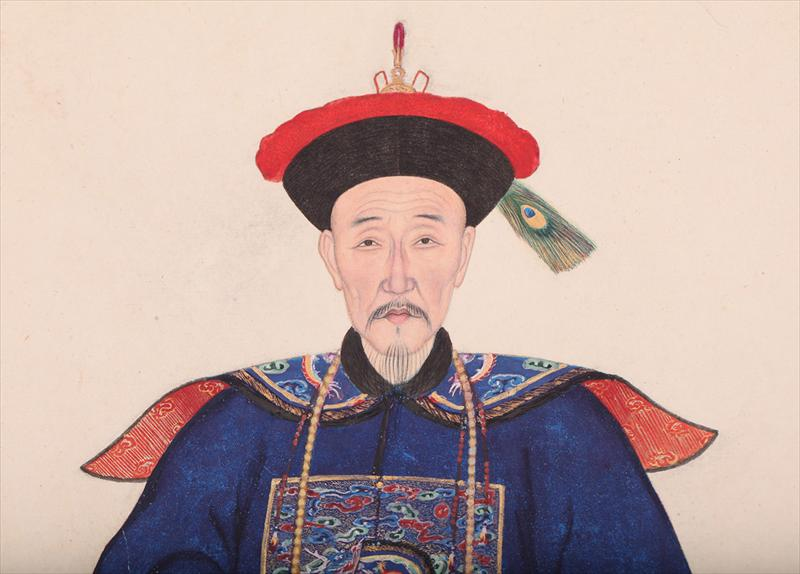
鄂輝

鄂輝（穆麟德轉寫：ohūi，？—1798年），碧魯氏，滿洲正白旗人。

## 生平
鄂輝自前鋒分發四川試用守備。七遷建昌鎮總兵。跟從大學士阿桂平定蘭州回亂，授予法什尚阿巴圖魯名號。再遷為成都將軍。乾隆五十二年（1787年），署理四川總督。將軍福康安征討臺灣亂民林爽文，乾隆帝命令鄂輝率領四川屯練降番濟師。再授職參贊，跟從渡海救援嘉義。鄂輝屯兵東莊溪橋，攻克牛稠山竹柵，嘉義圍遂解。逐賊匪至大排竹後殲滅。大軍攻打斗六門，賊匪自山下撲出，鄂輝督兵衝截，賊匪奔逸，鄂輝攻克大埔林、大埔尾二莊，賊匪遂潰。林爽文自所居大里杙奔內山番界，鄂輝逐之至集埔。乾隆五十三年（1788年）春天，詗知爽文所匿地為東勢角，福康安督師鄂輝及舒亮追捕，自歸仔頭至麻著社，分軍，鄂輝自撲仔離東山路進，舒亮直取東勢角。是役遂俘林爽文，暴亂因此而定。乾隆帝命臺灣嘉義立諸將帥生祠，鄂輝亦與有此榮耀。大軍退兵，將鄂輝之圖形紫光閣，賜雙眼孔雀翎、雲騎尉世職。鄂輝朝熱河行在。
廓爾喀入侵西藏，佔據濟嚨、聶拉木諸地。乾隆帝促使鄂輝回四川，與提督成德帥師赴援，又命侍郎巴忠往按。巴忠先前曾為駐藏大臣，學習西藏事務，示意噶布倫，令他賄賂廓爾喀交回入侵之地。鄂輝等遂與議和，上疏陳善後事。尋授職四川總督。乾隆五十六年（1791年），廓爾喀背盟，再次入侵濟嚨、聶拉木諸地。乾隆帝命將軍福康安督師征討廓爾喀，責令鄂輝誤用巴忠之議致令復生事，奪去其官職，授予副都統之職銜駐守西藏，聽從福康安指揮，福康安下令鄂輝督餉。工部尚書和琳彈劾鄂輝得到廓爾喀貢表不上奏，命令奪去他副都統職銜，逮赴前藏荷校以示懲罰。乾隆五十八年（1793年），命令他罷師回京，授拜唐阿。加員外郎銜，遷為熱河總管。
嘉慶元年（1796年），命以侍衛之職到荊州跟從剿滅白蓮教教匪，立下戰功，以都統銜加太子少保，授職湖南提督。屢次大破賊匪，與額勒登保等攻克石隆山，斬殺賊匪首領石柳鄧，受封三等男爵。嘉慶二年（1797年），擢升雲貴總督。嘉慶三年（1798年），逝世，賜諡號「恪靖」，入祀賢良祠。其子鄂彌善承襲爵位。嘉慶四年（1799年），被追議在湖北軍中收受餽贈白金四千両之罪，鄂輝因此被撤出賢良祠不准入祀。

## 延伸阅读
[在维基数据编辑]
 《清史稿/卷115》
 《清史稿·卷328》，出自趙爾巽《清史稿》
 在维基共享资源阅览影像